# نيل بروير
نيل بروير (بالإنجليزية: Neil Brewer) هو موسيقي بريطاني، ولد في 1954.

## وصلات خارجية
- نيل بروير على موقع IMDb (الإنجليزية)
- نيل بروير على موقع ميوزك برينز (الإنجليزية)